# 维苏基乌斯
维苏基乌斯（英語：Visucius）高卢神话神祇之一。它作为古罗马人所崇拜与供奉的众多神祇之一发挥影响并产生作用，约盛行于高卢东部地区，亦于今法国、德国等地发现其相关文物，具有重要地影响与积极意义。